# Asbeck (Münsterland)
Asbeck ist ein Dorf im Kreis Borken im westlichen Münsterland mit ca. 1297 Einwohnern.

## Geschichte
Asbeck wurde 1092 erstmals urkundlich erwähnt. Im 12. Jahrhundert wurde ein adliges Damenstift in Asbeck gegründet, das bis 1805 bestand. Zu Asbeck gehören die Bauerschaften Frettholt nördlich des Dorfes, Eißingort im Osten und Wehr im Westen. Asbeck gehört seit dem 1. Juli 1969 zur Gemeinde Legden.

## Bauwerke
- Kirche St. Margareta
- Dormitorium
- Hunnenporte
- Pfarrhaus
- Backhaus
- Ofenmuseum

## Dicke Linde

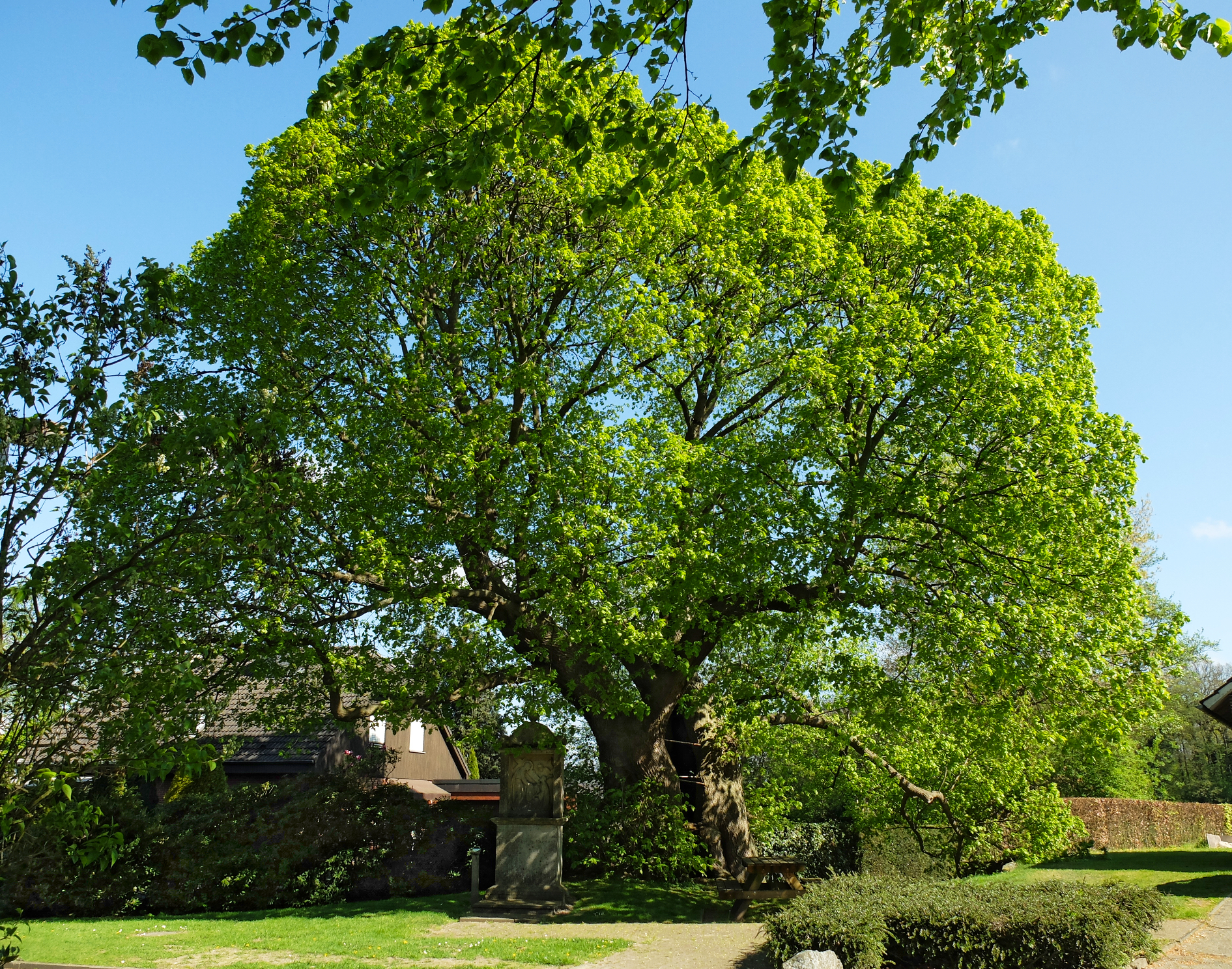
Naturdenkmal Dicke Linde in Asbeck

Die Dicke Linde ist eine etwa 600 Jahre alte, vitale Sommerlinde mit gespaltenem Stamm, der mit Stahlstangen gestützt wird. Die Krone ist mit Drahtseilen fixiert. Unter dem Baum steht ein Bildstock, der Veronika mit dem Schweißtuch zeigt.

## Vereine
Der Fußballverein FC Germania Asbeck besteht seit 1920, hieß aber damals noch DJK Asbeck. Der größte Erfolg war der Aufstieg in die Kreisliga A im Jahr 1985. Zurzeit spielt die 1. Mannschaft in der Kreisliga B Ahaus. Am 28. April 2024 ist der Mannschaft mit einem 1:8 gegen DJK Stadtlohn der Aufstieg in die Kreisliga B gelungen.

## Persönlichkeiten
- Maria Potrzeba (1927–2017), Erzieherin